# Asteriornis
Asteriornis (il cui nome significa "uccello di Asteria") è un genere estinto di uccello vissuto nel Cretaceo superiore, circa 66,8-66,7 milioni di anni fa (Maastrichtiano), in quello che oggi è il Belgio. Il genere contiene una singola specie, ossia A. maastrichtensis, strettamente correlata agli uccelli del superordine Galloanserae, come polli e anatre. I membri di questo genere erano uccelli piccoli dalle lunghe zampe (~ 394 grammi) che vivevano lungo le coste e coesistevano con tipi più "primitivi" di uccelli, come Ichthyornis. Asteriornis è uno dei più antichi uccelli conosciuti appartenenti al gruppo dei Neornithes, che comprende tutti gli uccelli moderni. Questo uccello possedeva caratteristiche sia da galliforme (uccelli simili a galline) sia da anseriforme (uccelli simili ad anatre), indicando uno stretta parentela con l'ultimo antenato comune per entrambi i gruppi.
La scoperta di Asteriornis potrebbe far luce sul perché i Neornithes furono gli unici dinosauri a sopravvivere all'estinzione di massa del Cretaceo-Paleogene. La sua coesistenza con uccelli non-neornithi, come Ichthyornis, implica che la competizione tra i due non fu un fattore primario per l'estinzione dei non-neornithi, la cui morfologia era molto simile a quella degli uccelli moderni, sebbene mostrassero ancora tratti primitivi come il becco dentato, ma che non si estinsero ugualmente insieme ai dinosauri non-aviari. Le piccole dimensioni, uno stile di vita terrestre, e una dieta generalizzata, potrebbero essere le caratteristiche vincenti che hanno permesso la sopravvivenza dei primi neornithi, permettendo loro di sopravvivere e diversificarsi in seguito all'estinzione di massa del Cretaceo-Paleogene. Asteriornis possiede queste caratteristiche, suggerendo che questa idea sia corretta. Tuttavia, Asteriornis è anche la prova contro una diversa ipotesi, che afferma che gli uccelli moderni hanno avuto origine nei continenti meridionali. Ciò venne supportato dalle osservazioni sulla moderna diversità degli uccelli e dalla scoperta di Vegavis (un possibile neornithe dall'Antartide), tuttavia, la presenza di Asteriornis in Europa suggerisce che gli uccelli moderni potrebbero essersi diffusi nei continenti meridionali nella loro prima evoluzione.

## Descrizione

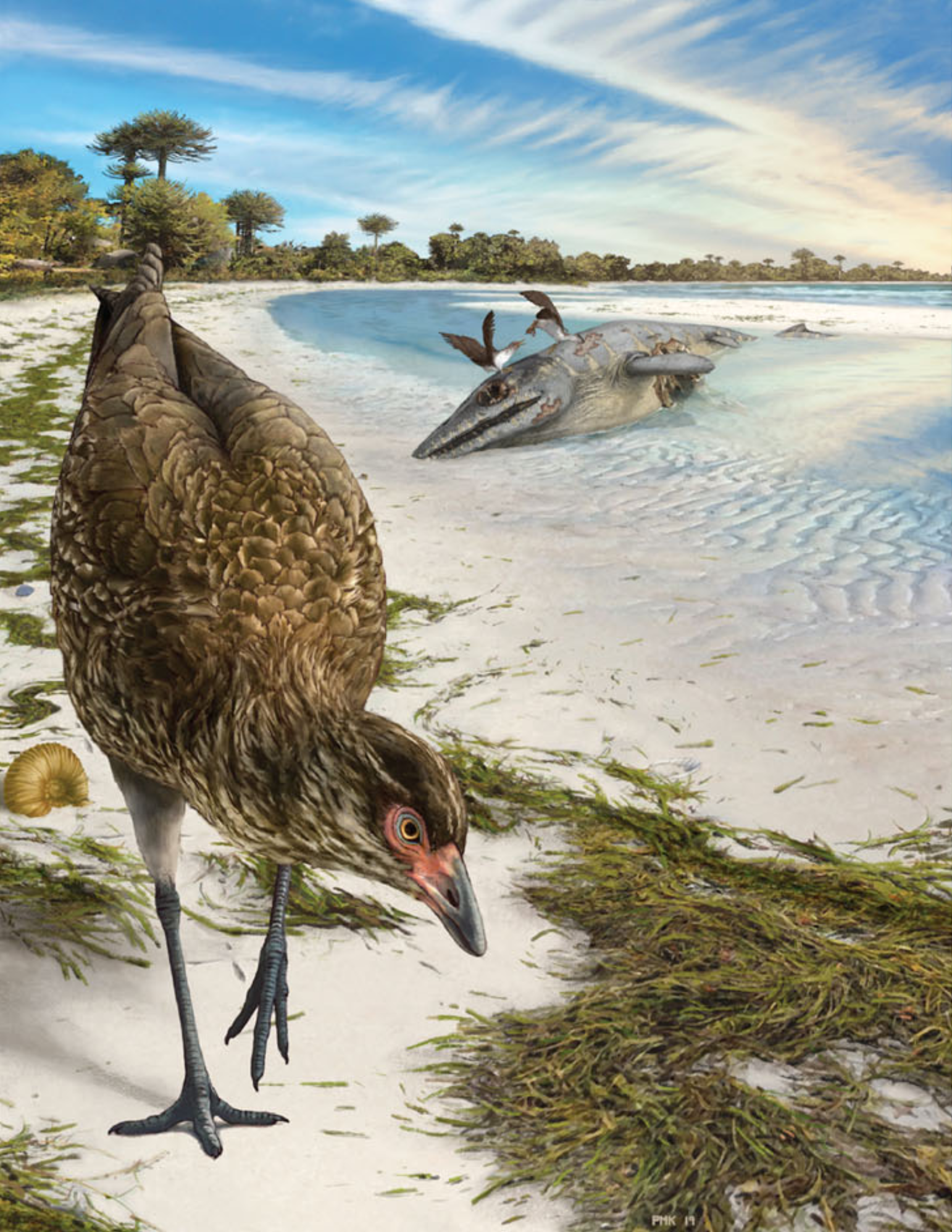
Ricostruzione artistica di Asteriornis e Janavis nel loro habitat naturale, lungo la riva di un mare poco profondo nel Maastrichtiano dell'Europa settentrionale

Il becco di Asteriornis era leggermente incurvato e leggero. A differenza dei galloanserae, il becco non aveva connessioni specializzate con il resto del cranio, né una punta ad uncino. Invece la sua punta frontale era leggermente arrotondata. Il cranio era più stretto sopra le orbite, dove le ossa frontali erano incise da una parte a forma di V delle ossa nasali. Le ossa che formano l'articolazione della mandibola erano molto simili a quelle dei galloanserae. L'osso quadrato (la parte di cranio che toccava l'articolazione della mandibola) si collegava al tetto del cranio tramite due manopole pronunciate, che erano adiacenti a una terza manopola più piccola, il tubercolo subcapitulare. La mandibola, collegata al quadrato con una coppia di prese, e l'estremità posteriore della mandibola presentava un ampio processo retroarticolare ad uncino rivolto all'indietro e un processo mediale più piccolo rivolto verso l'interno. Tutte queste caratteristiche sono considerate uniche (o almeno più comuni) dei galloanserae.
Per alcuni aspetti il cranio di Asteriornis sembra più simile a quello degli uccelli galliformi, come polli e fagiani, che presentano ossa del muso non utilizzate e ossa nasali che si biforcano davanti agli occhi. Tuttavia, per altri aspetti il cranio di Asteriornis ricorda gli uccelli anseriformi, come anatre e oche. Tali caratteristiche includono il processo retroarticolare uncinato della mascella e un processo postorbitale (la porzione di osso che forma il bordo posteriore della cavità oculare) che curva in avanti nella sua estensione inferiore. Questi dimostrano un principio di evoluzione secondo cui gli animali vicini all'antenato comune dei due gruppi condividono alcune somiglianze con ciascun gruppo.
Il frammento di radio a noi noto si appiattisce e si allarga verso il polso, dove possiede un grosso bosso uncinato. Le ossa delle gambe sono allungate e sottili, simili in proporzioni e struttura ai moderni uccelli terrestri. Il femore presenta creste muscolari ben sviluppate e un condilo mediale ampio e angolare. Il tibiotarsus è più largo verso il ginocchio, mentre il tarsometatarsus è più sottile e coperto di creste.

## Classificazione
Un'analisi filogenetica ha posizionato Asteriornis vicino alla base di Galloanserae, un superordine esteso contenente uccelli come polli, anatre, fagiani, oche e altri uccelli del gruppo. Il posizionamento preciso però è variabile in base al fatto che l'analisi utilizzi il metodo parsimonioso o il protocollo bayesiano. La parsimonia lo colloca come il sister taxon di Galloanserae, il che significa che era un parente distante dell'ultimo antenato comune di polli e anatre. Il protocollo bayesiano invece lo colloca in Galloanserae, in particolare come sister taxon di Galliformes. Ciò significa che era più strettamente legato alle galline che alle anatre, ma anche che non era un antenato diretto dei moderni uccelli simili alle galline.
Tuttavia, classificare Asteriornis come parente di polli e anatre significa che è inequivocabilmente un Neornithes. Ciò è importante perché Neornithes ebbe origine nell'ultimo antenato comune di tutti gli uccelli viventi, e quindi corrisponde al termine "uccello" in quanto si riferisce agli animali dei giorni nostri. Gli uccelli pre-Neornithes, come Ichthyornis, enantiorniti o Archaeopteryx assomigliano generalmente agli uccelli moderni ma mantengono caratteristiche primitive come i denti o artigli sulle ali. I fossili di Neornithes risalenti al Mesozoico sono estremamente rari e sono generalmente frammentari o descritti male. Vegavis del Cretaceo superiore (circa 66,5 milioni di anni fa) dell'Antartide è stato originariamente descritto come un parente di anatre e oche, ma questa classificazione è controversa e alcuni paleontologi non la considerano una vera neornithes. Asteriornis si basa su materiale diagnostico e ben conservato del cranio e il suo stato è meno instabile, quindi può essere considerato il più antico fossile indiscusso di un uccello neornithe di stile moderno.

## Scoperta e denominazione
Asteriornis si basa sull'esemplare NHMM 2013 008, ospitato nel Museo di storia naturale di Maastricht (olandese: Natuurhistorisch Museum Maastricht), che consiste in un cranio quasi completo e frammenti di ossa delle gambe e un radio. L'esemplare venne recuperato da quattro blocchi di sedimenti ritrovati nella Formazione Maastricht in Belgio, e fu riportato alla luce intorno al 2000. Questa formazione geologica risale all'omonimo stadio Maastrichtiano, l'ultimo stadio del periodo Cretaceo e dell'era mesozoica. L'esemplare è datato a circa 66,8-66,7 milioni di anni fa, meno di un milione di anni prima dell'arrivo dell'asteroide che causò l'estinzione di massa del Cretaceo-Paleogene, sterminando tutti i dinosauri non-aviari (e molti altri animali), e dando inizio al Cenozoico.
Il nome del genere, Asteriornis, è costituito dalla parola greca ornis ossia "uccello", e da Asteria, il nome di un titano della mitologia greca, che era associato alle stelle cadenti, e sul quale c'è un famoso mito in cui quest'ultima si trasformò in una quaglia. La parte Asteri del nome del genere allude quindi all'impatto del Chixculub, una "stella cadente", e alle quaglie che sono membri di Galloanserae. Il nome della specie, maastrichtensis, prende il nome dalla Formazione Maastricht. I ricercatori che hanno scoperto e descritto il fossile hanno dato ad Asteriornis il soprannome di "Wonderchicken", ossia "pollo meraviglioso".